# Strigoderma callosa
Strigoderma callosa är en skalbaggsart som beskrevs av Leon Fairmaire 1888. Strigoderma callosa ingår i släktet Strigoderma och familjen Rutelidae. Inga underarter finns listade i Catalogue of Life.